# Андраш (герцог Славонии)
Андрей (Андраш) Славонский (венг. András szlavóniai herceg; 1268—1278) — венгерский принц, герцог Славонии (1274—1278), младший сын короля Венгрии Иштвана V и его жены Елизаветы Куманской. Два мятежных венгерских магната похитили его в 1274 году в попытке настроить против его старшего брата, Ласло IV Куна, но сторонники короля освободили его. В письме от 1274 года он был назван «герцогом Славонии и Хорватии». Спустя годы после его смерти (в 1290 и 1317 годах) два авантюриста утверждали, что они являются Андреями, но оба потерпели неудачу.

## Семья
Андрей родился в 1268 году. Второй сын и младший ребёнок Иштвана (1239—1272), который носил титул «младшего короля Венгрии» во время рождения Андрея, потому что он был соправителем своего отца (деда Андрея), Белы IV, старшего короля. Матерью принца Андрея была жена Иштвана, половецкая княжна Елизавета Куманская.
Отец Андрея, Иштван V, стал единственным королём Венгрии в 1270 году, но скончался через два года. Иштвану в 1272 году наследовал его старший сын (десятилетний брат Андрея) Ласло IV Кун (1272—1290). Теоретически Ласло правил при регентстве своей матери Елизаветы Куманской, но на самом деле конкурирующие партии наиболее богатых дворянских семей, включая Чаков и Кёсеги, боролись друг с другом за контроль над королевством.

## Герцог Славонии
Хенрик Кёсеги, бан (наместник) Славонии, и его союзник Иоахим Гуткелед, глава казначейства, который ранее держал юного короля Ласло IV Куна в плену, похитили шестилетнего принца Андрея в июле 1274 года, взяв его в Славонию в попытке настроить его против своего старшего брата-короля. Однако Петер Чак, соперник Кесеги и Гуткеледа, и его союзники разбили их объединённые силы в конце сентября и освободили Андрея
. В письме, датированном концом 1274 года, Андрей упоминается как «герцог Славонии и Хорватии», но в остальном он упоминался только как «герцог Андрей». Согласно научной теории, первый титул использовался только для того, чтобы подчеркнуть, что Андрей был законным наследником своего двенадцатилетнего старшего брата в то время, когда было написано письмо, в котором говорилось о планируемом браке между Андреем и родственницей короля Германии Рудольфа I Австрийского. Принц Андрей скончался в возрасте десяти лет между 6 апреля и 6 ноября 1278 года.

## Два ложных Андрея
Бездетный брат Андрея, король Венгрии Ласло IV Кун, был убит 10 июля 1290 года. Его дальний родственник, Андраш III, унаследовал венгерский престол, был коронован 23 июля 1290 года. Однако один авантюрист объявил, что он идентичен младшему брату короля Ласло, заявив о своих притязаниях на венгерский престол, который занимал Андраш III . Показывая своё специфическое родимое пятно, самозванец даже убедил сестру Иштвана V — тётю покойного герцога Андрея — Кунигунду, жену Болеслава V Стыдливого, герцога Краковского. Ложный герцог Андрей вторгся в Венгрию из Польши, но венгерский военачальник Дьердь Бакса разбил его войско, заставив вернуться в Польшу до 18 ноября. Короче говоря, самозванец был убит своими венгерскими вассалами.
В 1317 году новый авантюрист объявил себя герцогом Андреем, по этому случаю на острове Мальорка. Он и его тюремное заключение упоминались в переписке между Санчо, королём Майорки, и Робертом, королём Неаполитанским, который был дядей короля Венгрии Карла I Роберта. Дальнейшая судьба второго самозванца неизвестна.